# Kanton Beauville
Der Kanton Beauville war bis 2015 ein französischer Wahlkreis im Arrondissement Agen, im Département Lot-et-Garonne und in der Region Aquitanien; sein Hauptort war Beauville, Vertreter im Generalrat des Départements war zuletzt von 2004 bis 2015 Marie-France Salles
.
Der Kanton war 117,82 km² groß und hatte 2564 Einwohner (Stand 2012). 

## Gemeinden
| Gemeinde                  | Einwohner Jahr | Fläche km² | Bevölkerungsdichte | Postleitzahl | Code INSEE |
| ------------------------- | -------------- | ---------- | ------------------ | ------------ | ---------- |
| Beauville                 | 556 (2013)     | –          | – Einw./km²        | 47470        | 47025      |
| Blaymont                  | 216 (2013)     | –          | – Einw./km²        | 47470        | 47030      |
| Cauzac                    | 413 (2013)     | –          | – Einw./km²        | 47470        | 47062      |
| Dondas                    | 217 (2013)     | –          | – Einw./km²        | 47470        | 47082      |
| Engayrac                  | 149 (2013)     | –          | – Einw./km²        | 47470        | 47087      |
| Saint-Martin-de-Beauville | 178 (2013)     | –          | – Einw./km²        | 47470        | 47255      |
| Saint-Maurin              | 468 (2013)     | –          | – Einw./km²        | 47470        | 47260      |
| Tayrac                    | 389 (2013)     | –          | – Einw./km²        | 47470        | 47305      |